# Aneta Florczyk
Aneta Kielak z domu Florczyk, pseud. Atena (ur. 26 lutego 1982 w Malborku) – polska strongwoman i działaczka samorządowa. Czterokrotna mistrzyni świata World's Strongest Woman , co czyni ją rekordzistką w historii tego sportu.

## Życiorys

### Działalność sportowa
W wieku 16 lat wystartowała w trójboju siłowym. Zdobyła kilkukrotnie tytuł Mistrzyni Polski oraz w 2000 wicemistrzyni Europy. Jako pierwsza Polka przekroczyła ciężar o masie 500 kg w trójboju siłowym. Po zawieszeniu w kadrze narodowej (które później wraz z wyrokiem sądu arbitrażowego zostało uchylone i uznane za bezpodstawne) zaczęła trenować podnoszenie ciężarów, zdobywając tytuł mistrzyni Polski juniorek i wicemistrzyni Polski seniorek.
Od 2002 zaczęła trenować na sprzęcie typowym dla zawodów strongwoman. Rok później wygrała Mistrzostwa Świata Strongwoman w Zambii (jako druga kobieta na świecie), a w 2004 Mistrzostwa Europy w Irlandii. Zdobyła tytuł mistrzyni świata strongwoman w latach 2003, 2005, 2006 i 2008.

### Działalność polityczna
W 2006 z ramienia Samoobrony RP bez powodzenia kandydowała w wyborach samorządowych do rady powiatu malborskiego. W wyborach samorządowych w 2010 została wybrana do rady miasta Malborka z listy Platformy Obywatelskiej. W 2014 bezskutecznie ubiegała się o reelekcję z listy Porozumienia Obywatelskiego. Ponownie kandydowała na radną w 2018 z ramienia Malborskiej Ligi Samorządowej.

### Aktywność medialna
W 2008 została półfinalistką drugiej edycji programu rozrywkowego TVP2 Gwiazdy tańczą na lodzie.
Po umieszczeniu w Internecie nagrania filmowego, na którym zwija patelnię w rulon, została zaproszona w lutym 2008 do udziału w hiszpańskiej edycji programu prezentującego interesujące próby pobicia Rekordów Guinnessa. Zadaniem było zwinięcie jak największej liczby patelni w ciągu minuty. Ustanowiła rekord, zwijając cztery sztuki. W listopadzie 2008 poprawiła go w ramach podobnego programu kręconego przez chińską telewizję w Pekinie, zwijając pięć patelni. Kolejny rekord został ustanowiony przez nią ponownie w Hiszpanii, tym razem polegał na podnoszeniu dorosłych mężczyzn nad głowę. Jej wynik to 12 mężczyzn, gdy rezultat jej hiszpańskiej rywalki – siłaczki Irene Gutierrez – wyniósł 10.
Od 2018 roku prowadzi konsultacje dietetyczne oraz pisze bloga o diecie ketogenicznej.

## Osiągnięcia w trójboju siłowym oraz wyciskaniu na ławce

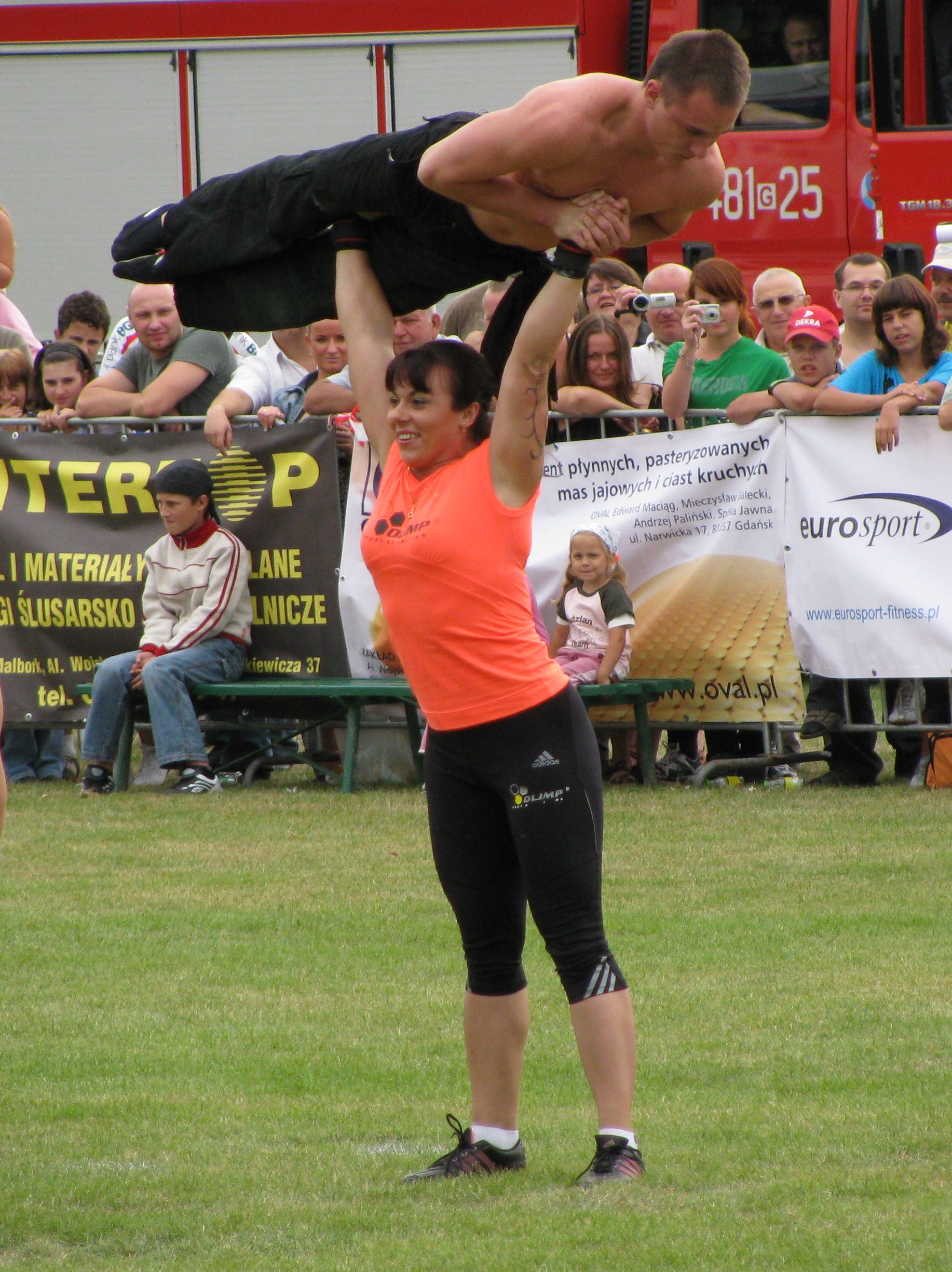
Florczyk (2009)

- Mistrzyni Polski juniorów młodszych w wyciskaniu na ławce
- Mistrzyni Polski juniorów starszych w wyciskaniu na ławce
- Srebrny medal Mistrzostw Polski seniorów w wyciskaniu na ławce
- Srebrny medal Pucharu Polski w wyciskaniu na ławce
- Złoty medal Pucharu Polski w trójboju siłowym
- Mistrzyni Polski seniorek w trójboju siłowym
- 1999-2001 – Członek kadry narodowej w wyciskaniu na ławce i trójboju siłowym
- 2000 – Wicemistrzyni Europy seniorek w trójboju siłowym, Luksemburg
- Rekordzistka Polski w trójboju siłowym w kat. wag. 82,5 kg
- Rekordzistka Europy juniorek w martwym ciągu – 213 kg
- II miejsce w Międzynarodowym Turnieju Siłowania na Rękę
- Jako pierwsza kobieta w Polsce przekroczyła barierę 500 kg w trójboju – 507,5 kg

## Osiągnięcia w podnoszeniu ciężarów
- 2002 – Wicemistrzyni Polski seniorek
- 2002 – Mistrzyni Polski juniorek
- 2002 – finalistka Mistrzostw Europy juniorek

## Osiągnięcia w Strongwoman

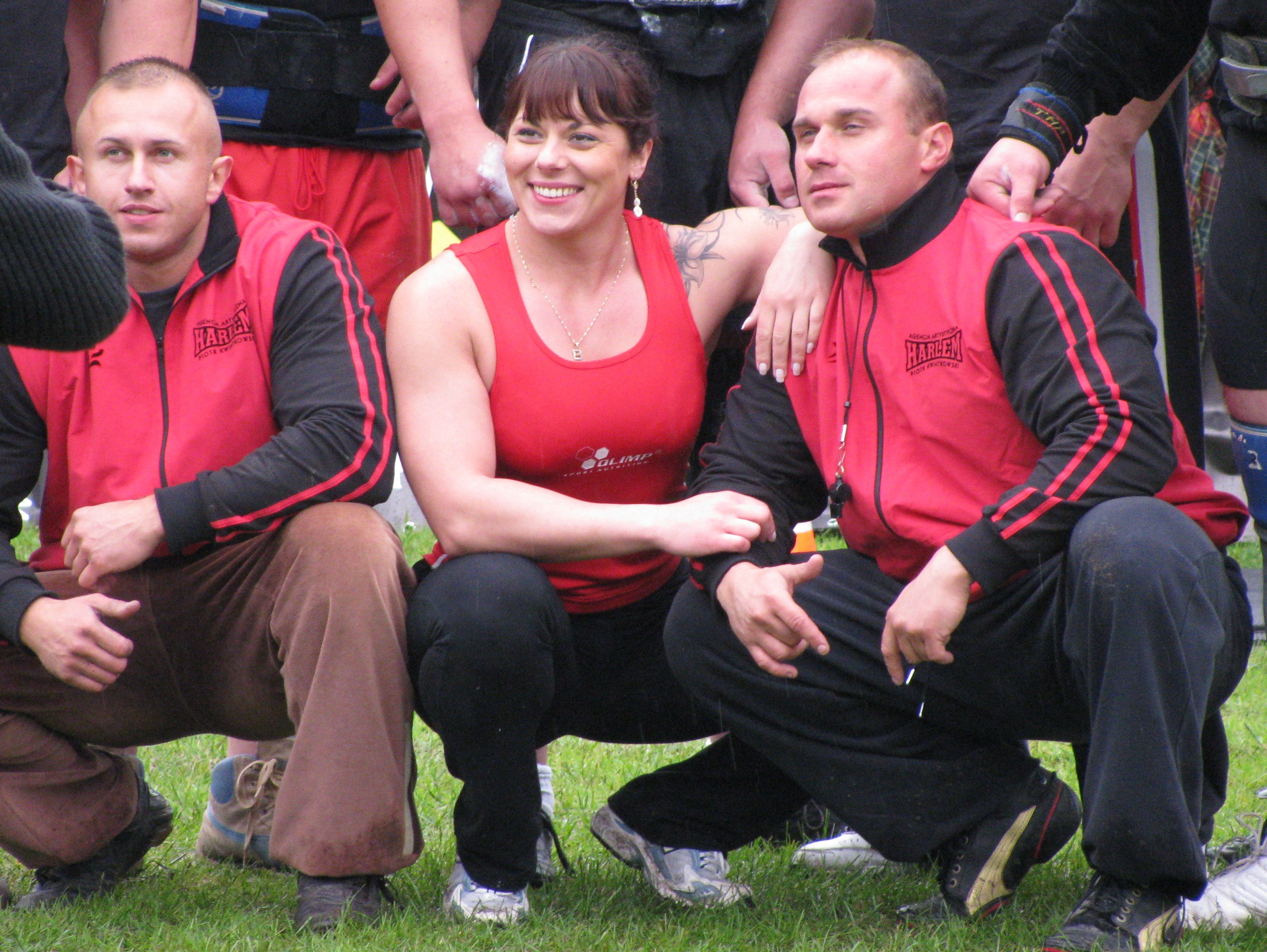
Florczyk (2009)

- 2003 – II miejsce na Mistrzostwach Skandynawii w Västerå
- 2003 – I miejsce na Built Solid Strongman Challenge w Columbus
- 2003 – IV miejsce w Mistrzostwach Europy w Irlandii
- 2003 – Mistrzyni Świata na Mistrzostwach Świata w Zambii
- 2004 – Mistrzyni Europy na Mistrzostwach Europy w Irlandii Północnej
- 2005 – Mistrzyni Świata na Mistrzostwach Świata w Irlandii
- 2005 – I miejsce na zawodach Stronwoman w Larviku, Norwegia
- 2005 – I miejsce na zawodach Stronwoman w Londynie
- 2005 – II miejsce na zawodach w ramach Pucharu Świata Highland Games
- 2005 – Mistrzyni Europy na Mistrzostwach Europy w Bydgoszczy
- 2006 – I miejsce na Mistrzostwach Świata w Opalenicy
- 2006 – I miejsce, wraz z Tyberiuszem Kowalczykiem, na międzynarodowych Mistrzostwach Par Mieszanych
- 2007 – zwycięstwo w Mistrzostwach Europy Strongwoman w Trondheim
- 2008 – zwycięstwo w Mistrzostwach Świata Strongwoman w Tczewie